# Salahdine Parnasse
Pour les articles homonymes, voir Parnasse.
Salahdine Parnasse, né le 4 décembre 1997 à Aubervilliers en France, est un pratiquant franco-marocain d'arts martiaux mixtes (MMA). Il évolue dans le KSW dans la catégorie des poids plumes et des poids légers.
Considéré comme l'un des plus gros espoirs des arts martiaux mixtes, il est fréquemment surnommé « le prodige » du MMA français.

## Biographie
Salahdine Parnasse naît à Aubervilliers d'un père guadeloupéen militaire et d'une mère marocaine,.
Il s'entraine depuis ses 11 ans à la Atch Academy, dans sa ville de naissance,.

## Parcours en arts martiaux mixtes

### KSW
Salahdine Parnasse combat au KSW (Konfrontacja Sztuk Walki), la plus grande organisation de MMA d’Europe de l’est, depuis le 23 décembre 2017, quand il a affronté Lukasz Rajewski pour ses débuts dans l'organisation au KSW 41. Le Français a été déclaré vainqueur de ce premier combat par décision majoritaire des juges.
Son combat suivant a lieu le 14 avril 2018 lors du KSW 43. Son adversaire est le combattant polonais Arthur Sowinski. Après un combat de trois rounds, il emporte à la décision.
Le 1er décembre 2018, lors du KSW 46, il affronte l'ancien champion poids plumes du KSW Marcin Wrzosek. Salahdine remporte le combat par décision unanime des juges.
Le 27 avril 2019, lors du KSW 48, il combat contre Roman Szymanski pour la ceinture intérimaire des poids plume du KSW. Le Français gagne le combat par TKO face au Polonais au deuxième round. C'est sa première victoire avant la limite au KSW. Ainsi, Salahdine Parnasse devient champion intérimaire de la division poids plume.
Il défend sa ceinture pour la première fois le 7 décembre 2019 au KSW 52. Le prétendant au titre est l'ancien champion du Cage Warriors et M1-Global, Ivan Buchinger. Après avoir combattu les 5 rounds, le Français bat le Slovaque par décision unanime des juges, conservant ainsi le titre de champion intérimaire.
Le champion poids plume Mateusz Gamrot abandonne son titre, Parnasse devient donc le champion en titre.
Le 30 janvier 2021, lors du gala  KSW 58, il perd pour la première fois de sa carrière professionnelle contre le combattant autrichien, d'origine brésilienne, Daniel Torres. Son adversaire frappe le Français d'un coup de l'avant bras à la tête, ce qui entraine l'arrêt du combat par l'arbitre. Parnasse perd ainsi son titre de champion.
Le 5 juin 2021 , lors du KSW 61, il croise les gants avec Filip Pejic, un Croate connu pour ses K.O spectaculaires. Le combat est remporté au second round par Salahdine, qui soumet son adversaire par un étranglement arrière.
Le 18 décembre 2021, lors du KSW 65, Salahdine prend sa revanche contre Daniel Torres pour récupérer sa ceinture. Il y parvient au bout de cinq rounds par décision unanime.
Le 19 mars 2022, il défend son titre contre le Polonais Daniel Rutkowski à l'occasion du KSW 68. Il gagne le combat par étranglement arrière lors du 4e round.
Le 12 novembre 2022, il remporte via étranglement arrière la ceinture intérimaire des poids légers (moins de 70 kg) lors du KSW 76, contre Sebastian Rajewski.
Le 3 juin 2023, lors du KSW 83 et à la suite d'une blessure au genou de son adversaire Marian Ziolkowski 30 minutes avant le combat, il devient champion des poids légers du KSW sans combattre et devient donc double champion dans l'organisation.
Le 19 août 2023, Salahdine Parnasse conserve sa ceinture des poids plume, lors du KSW 85, en s’imposant face au Polonais Robert Ruchala par TKO, lors du 4e round.
Le 16 décembre 2023, Salahdine Parnasse échoue dans sa tentative pour devenir le premier champion de l’histoire dans trois catégories d'une même organisation de MMA en simultané lorsqu'il perd, sur décision unanime des juges (49-46, 49-46 et 48-47), son combat contre Adrian Bartosiński (pl), champion invaincu de la catégorie des poids welters (moins de 77kg), au KSW 89,.
Le 6 avril 2024, Salahdine Parnasse conserve sa ceinture des poids légers du KSW, en s’imposant face au Moldave Valeriu Mircea par KO au 1er round.
Le 20 décembre 2024, Salahdine Parnasse s'impose face à Wilson Varela par TKO au 2e round.

## Palmarès en arts martiaux mixtes
| 23 combats     | 21 victoires | 2 défaites |
| Par KO         | 6            | 1          |
| Par soumission | 7            | 0          |
| Sur décision   | 8            | 1          |

| Résultat | Record | Adversaire         | Méthode                                             | Événement                            | Date              | Round | Temps | Lieu                         | Notes                                                   |
| -------- | ------ | ------------------ | --------------------------------------------------- | ------------------------------------ | ----------------- | ----- | ----- | ---------------------------- | ------------------------------------------------------- |
| Victoire | 21-2   | Marian Ziółkowski  | TKO (coups de poing)                                | XTB KSW 106: Parnasse vs. Ziółkowski | 10 mai 2025       | 2     | 3:54  | Lyon, France                 | Défend le titre des poids légers du KSW.                |
| Victoire | 20-2   | Wilson Varela      | TKO (coups de poing)                                | XTB KSW 101: Le Classique            | 20 décembre 2024  | 2     | 1:00  | Nanterre, France             | Défend le titre des poids légers du KSW.                |
| Victoire | 19-2   | Valeriu Mircea     | KO (coup de pied à la tête et coups de poing)       | XTB KSW 93: Parnasse vs. Mircea      | 6 avril 2024      | 1     | 4:01  | Paris, France                | Défend le titre des poids légers du KSW.                |
| Défaite  | 18-2   | Adrian Bartosiński | Décision unanime                                    | XTB KSW 89: Bartosiński vs. Parnasse | 16 décembre 2023  | 5     | 5:00  | Gliwice, Pologne             | Pour le titre des poids mi-moyens du KSW.               |
| Victoire | 18-1   | Robert Ruchała     | TKO (coup de pied au corps au sol et coup de poing) | XTB KSW 85: Parnasse vs. Ruchała     | 19 août 2023      | 4     | 4:42  | Radom, Pologne               | Défend le titre des poids plume du KSW. KO de la soirée |
| Victoire | 17-1   | Sebastian Rajewski | Soumission (étranglement arrière)                   | KSW 76: Parnasse vs. Rajewski        | 12 novembre 2022  | 4     | 2:21  | Grodzisk Mazowiecki, Pologne | Remporte la ceinture intérim des poids légers du KSW    |
| Victoire | 16-1   | Daniel Rutkowski   | Soumission (étranglement arrière)                   | KSW 68: Parnasse vs. Rutkowski       | 19 mars 2022      | 4     | 1:07  | Radom, Pologne               | Défend le titre des poids plume du KSW.                 |
| Victoire | 15-1   | Daniel Torres      | Décision unanime                                    | KSW 65: Khalidov vs. Soldić          | 18 décembre 2021  | 5     | 5:00  | Gliwice, Pologne             | Remporte le titre des poids plume du KSW.               |
| Victoire | 14-1   | Filip Pejic        | Soumission (étranglement arrière)                   | KSW 61: To Fight or Not To Fight     | 5 juin 2021       | 2     | 4:14  | Gdansk, Pologne              | Soumission de la soirée.                                |
| Défaite  | 13-1   | Daniel Torres      | KO (coup de poing)                                  | KSW 58: Parnasse vs. Torres          | 30 janvier 2021   | 1     | 1:49  | Lodz, Pologne                | Perd le titre des poids plume du KSW.                   |
| Victoire | 13-0   | Ivan Buchinger     | Décision unanime                                    | KSW 52: Askham vs. Khalidov          | 7 décembre 2019   | 5     | 5:00  | Gliwice, Pologne             | Défend le titre intérimaire des poids plume du KSW.     |
| Victoire | 12-0   | Roman Szymanski    | TKO (coups de poing)                                | KSW 48: Szymański vs. Parnasse       | 27 avril 2019     | 2     | 3:40  | Lublin, Pologne              | Remporte le titre intérimaire des poids plumes du KSW.  |
| Victoire | 11-0   | Marcin Wrzosek     | Décision unanime                                    | KSW 46: Narkun vs. Khalidov 2        | 1er décembre 2018 | 3     | 5:00  | Gliwice, Pologne             |                                                         |
| Victoire | 10-0   | Arthur Sowinski    | Décision unanime                                    | KSW 43: Soldić vs. Du Plessis        | 14 avril 2018     | 3     | 5:00  | Wroclaw, Pologne             |                                                         |
| Victoire | 9-0    | Lukasz Rajewski    | Décision majoritaire                                | KSW 41: Mańkowski vs. Soldić         | 23 décembre 2017  | 3     | 5:00  | Katowice,Pologne             |                                                         |
| Victoire | 8-0    | Hyram Rodriguez    | Soumission                                          | European Beatdown 2                  | 14 octobre 2017   | 1     | 1:48  | Mons, Belgique               |                                                         |
| Victoire | 7-0    | Morgan Charrière   | Décision                                            | 100% Fight 29                        | 17 mars 2017      | 3     | 5:00  | Paris, France                |                                                         |
| Victoire | 6-0    | Suleiman Bouhata   | Décision                                            | 100% Fight 29                        | 17 mars 2017      | 3     | 5:00  | Paris, France                |                                                         |
| Victoire | 5-0    | Jose Luis Verdugo  | TKO                                                 | Kung Fu World Cup                    | 25 janvier 2017   | 3     | 4:50  | Ningxiang, Chine             |                                                         |
| Victoire | 4-0    | William Gomis      | Décision                                            | 100% Fight 27                        | 4 février 2016    | 3     | 5:00  | Aubervilliers, France        |                                                         |
| Victoire | 3-0    | Mathieu Guinard    | Soumission                                          | 100% Fight Contenders 30             | 31 octobre 2015   | 2     | 2:06  | Paris, France                |                                                         |
| Victoire | 2-0    | Helder Fernandes   | Soumission                                          | 100% Fight Contenders 30             | 31 octobre 2015   | 1     | 1:36  | Paris, France                |                                                         |
| Victoire | 1-0    | Jordan Berger      | Soumission                                          | 100% Contenders 29                   | 15 juin 2015      | 1     | 2:45  | Aubervilliers, France        |                                                         |